# Bernard et Bianca (album)
Pour l’article homonyme, voir Les Aventures de Bernard et Bianca.
Albums de Douchka
Basil
(1986) Princesse Sissi
(1997)
Singles
1. Comme le dit toujours mon père
Sortie : 1987
2. Bernard et Bianca
Sortie : 1987

Bernard et Bianca est le quatrième album studio de la chanteuse française Douchka, ambassadrice de Walt Disney en France, sorti en 1987.

## Genèse
Le titre de l'album et la chanson éponyme font évidemment référence au film Les Aventures de Bernard et Bianca (The Rescuers), 29e long-métrage d'animation et 23e « Classique d'animation » des studios Disney, sorti en 1977.
Il s'agit par ailleurs du dernier album de Douchka en tant qu'ambassadrice de Disney en France.

## Crédits
- Production et réalisation : Humbert « Mémé » Ibach
- Arrangements et direction :
- Son :
- Mixage :
- Gravure :
- Photos :
- Illustrations :
- Musiciens
  - Basse :
  - Batterie :
  - Synthétiseur :
  - Guitare :
  - Chœurs :

## Liste des pistes
1. Bernard et Bianca (version originale) 4:00
2. Beji Bejo 3:40
3. Demain c'est un autre jour 3:00
4. L'Île du Disney Channel 3:40
5. Quelqu'un viendra 2:45
6. Comme le dit toujours mon père 4:00
7. Folie d'amour 3:45
8. Ne les écoute pas 3:00
9. Attends-moi le jour 3:15
10. Je te rends ma carte 3:35
11. Bernard et Bianca (instrumentale) 4:00
12. Comme le dit toujours mon père (instrumentale) 4:00

## Singles
- Comme le dit toujours mon père - 1987
- Bernard et Bianca - 1987 (classée no 48 en France)[1]